# Ahnapee
Ahnapee – miasto w Stanach Zjednoczonych, w stanie Wisconsin, w hrabstwie Kewaunee.